# Dan Albo
Dan Albo né le 30 avril 1956 est un écrivain et poète d'origine marocaine et vivant en Israël.
Il est également politologue, historien, et directeur de la revue Chelem depuis 1990. Albo a fondé et dirigée  la revue Chelem dans les années 90. Il a également édité l'anthologie biographiques Chirat Miriam sur la poésie de Miri Ben-Simhone. Entre autres choses, traduit des essais, des poèmes et des romans du français à l'hébreu. Albo fini le lycée à Givat Washington. Étudié les sciences politiques et relations internationales de premier cycle et un diplôme de maîtrise en sciences politiques à l'Université hébraïque de Jérusalem et un doctorat d'histoire.a l'Université Bar Ilan.
Il a aussi exposé ses peintures et sculptures dans le monde entier en faveur de la paix.

## Œuvres
- Quelques remarques  sur le silence (1990)
- Le Retour d'Echel Rod au Figurative (1996)
- Ainsi Soit-il' (1999)
- Vien (2000)
- Chemoné 'Esré (2006)
- Le Chant de Myriam (2010)
- Le bout qui n'a pas de suite (2013)